# Max Eyrich
Max Theodor Eyrich (* 22. März 1897 in Stetten am kalten Markt; † 5. November 1962 in Stuttgart) war ein deutscher Arzt, Psychiater, Jugendpsychiater und Rassentheoretiker. Während der Zeit des Nationalsozialismus war er als Landesjugendarzt beim Landesjugendamt Württemberg-Hohenzollern an den Euthanasiemorden sowie der Deportation württembergischer Sintikinder beteiligt.

## Biografie
Der Arztsohn Max Eyrich begann nach seinem Abitur 1915 ein Studium der Medizin an der Universität Tübingen. Das Studium musste er jedoch nach zwei Semestern unterbrechen, da er während des Ersten Weltkriegs für den Kriegsdienst eingezogen wurde. Nach Kriegsende setzte er 1919 sein Studium zunächst in Tübingen und dann in München fort, wo er 1922 schließlich das medizinische Staatsexamen bestand.
Nach seiner Promotion zum Doktor der Medizin im Jahr 1923 absolvierte er das Medizinalpraktikum, zum Teil an der Universitätsklinik für Gemüts- und Nervenkrankheiten in Tübingen, wo er dann bis 1929 unter Robert Eugen Gaupp als Assistenzarzt arbeitete. Er absolvierte eine Facharztausbildung für Psychiatrie und behandelte während dieser Zeit auch mehrfach Kinder.
1924 heiratete er die Ärztin Hedwig Eyrich, die ihn zur Kinder- und Jugendpsychiatrie brachte. Als Mitarbeiterin des städtischen Gesundheitsamtes in Stuttgart war auch sie aktiv an den Euthanasiemorden beteiligt. 1928 wurde Max Eyrichs Sohn Klaus Eyrich in Tübingen geboren.
Bis 1933 arbeitete Max Eyrich als Oberarzt in der Bonner Provinzial-Kinderanstalt für seelisch Abnorme, seit dem 1. April 1933 dann als Nervenärztlicher Berater für das Fürsorgeerziehungswesen und Landesjugendarzt in Stuttgart. Er wurde in dieser Funktion bis zum Oberregierungsmedizinalrat befördert. Seine Frau hingegen musste aufgrund der Personalabbauverordnung ihren Beruf zeitweise aufgeben.
Die Familie Eyrich stand dem Nationalsozialismus nahe. Seit Anfang 1940 war Eyrich in die „Aktion T4“ eingeweiht:S. 364–396 und hatte zusammen mit Otto Mauthe die Aufgabe, die Patienten für die Aktion T4 zu erfassen und zu selektieren.
Eyrich gehörte dem Gaugesundheitsrat an. Er beantragte am 1. Dezember 1939 die Aufnahme in die NSDAP und wurde zum 1. Februar 1940 aufgenommen (Mitgliedsnummer 7.501.905). Dem NS-Ärztebund trat er 1941 bei.

### Eyrich als Landesjugendarzt
Als Landesjugendarzt beim Landeswohlfahrtsverband – Landesjugendamt – Württemberg-Hohenzollern orientierte sich Eyrich weitgehend an den Ansichten des Rassenkundlers Robert Ritter und führte die von diesem begonnenen Arbeiten in Süddeutschland weiter.
Seine Aufgabe als Landesjugendarzt sah Eyrich darin, „erbbiologisches Sieb dieser Jugend“ (Eyrich) zu sein.

Auf der Württembergischen Anstaltstagung am 8. November 1938 hielt Eyrich einen Vortrag mit dem Titel „Fürsorgezöglinge – erbbiologisch gesehen“. Die Tagung diente der Bekanntgabe des sogenannten Heimerlasses. Darin heißt es unter anderem: 

„Die Zuweisung jedes Zöglings zu den einzelnen Gruppen erfolgt hier auf Grund eines Gutachtens des Landesjugendarztes, der hauptamtlich im Landesjugendamt tätig ist.“

Aufgrund des Heimerlasses wurden die württembergischen „Zigeunerkinder“ und „zigeunerähnlichen Kinder“ von ihren Eltern getrennt und zunächst im katholischen Kinderheim St. Josephspflege in Mulfingen zusammengezogen, wo sie 1943 Ritters Mitarbeiterin Eva Justin als Forschungsobjekte für ihre Doktorarbeit dienten. Die Sinti-Kinder von Mulfingen wurden dann ins Zigeunerlager Auschwitz deportiert und am 3. August 1944 mit Giftgas getötet.

## Nachkriegszeit und „Grafeneckprozess“
Nach Ende des Zweiten Weltkrieges wurde Eyrich zunächst ein Jahr lang von der amerikanischen Besatzungsmacht interniert.
Im Grafeneck-Prozess, der im Rahmen der Euthanasie-Prozesse am 8. Juni 1949 auf Schloss Hohentübingen begann, wurde Eyrich wegen Beteiligung an der Ermordung von 10.654 „Geisteskranken“ im Zuge der Aktion T4 angeklagt.
Mit ihm vor Gericht standen Otto Mauthe, Alfons Stegmann, Martha Fauser sowie zwei Kriminalbeamte und zwei ehemalige Pfleger. Alle anderen Beteiligten waren unauffindbar.
Am 5. Juli 1949 verurteilte das Schwurgericht Tübingen Mauthe zu einer fünfjährigen Haftstrafe und die beiden Anstaltsärzte Stegmann und Fauser zu 24 beziehungsweise 18 Monaten. Die übrigen Angeklagten, unter ihnen auch Eyrich, wurden freigesprochen.
Nach Fürsprache unter anderem durch den Psychiater und Tübinger Hochschullehrer Ernst Kretschmer konnte Eyrich 1950 wieder seine Tätigkeit als Landesjugendarzt aufnehmen. Er nahm 1950 an der Gründungsversammlung der Deutschen Vereinigung für Jugendpsychiatrie (DVJ) teil.:S. 509

## Schriften
- Schulversager: Vitale Ursachen intellektueller Leistungs- u. Bildungsschwächen. Heilpädagogische Schriftenreihe. Neckar-Verlag, Villingen/Schwarzwald 1963.